# Степанов, Олег Николаевич (Герой Советского Союза)
Олег Николаевич Степанов (31 октября 1924, Серпухов — 26 июля 1943, Змиёвка Орловская область) — советский офицер, участник Великой Отечественной войны, старший лейтенант, командир взвода 624-го стрелкового полка 137-й стрелковой дивизии, 48-й армии. Герой Советского Союза.

## Биография
Образование — 10 классов, летом и осенью 1941 года работал слесарем на мотозаводе.
В Красной Армии с июля 1942 года, окончил Московское общевойсковое командное училище имени Верховного Совета СССР в 1943 году. В действующей армии с июля 1943 года. Командир взвода 624-го стрелкового полка (137-я стрелковая дивизия, 48-я армия, Центральный фронт), старший лейтенант. Погиб при освобождении деревни Васильевка и станции Змиёвка, Свердловского района Орловской области 26 июля 1943 года, получив смертельное ранение в грудь.
Похоронен в пгт Змиёвка, позднее прах перезахоронен в Серпухове на Соборной горе.

## Награды
Звание Героя Советского Союза присвоено 23 сентября 1943 года посмертно. Награждён орденом Ленина.

## Память
- В 1958 году в городском парке Серпухова ему был установлен памятник (скульптор — Певзнер Анатолий Яковлевич).
- 31 октября 1966 года, в 42 день рождения Героя, была открыта мемориальная доска на школе, в которой он учился.
- В честь Олега Степанова в Серпухове названа улица, на которой он жил, и городской Парк культуры и отдыха.
- В пгт. Змиёвке Орловской области на территории МБОУ «Змиёвский лицей» установлен памятник, посвящённый трагическому подвигу Олега Степанова.